# Poyols

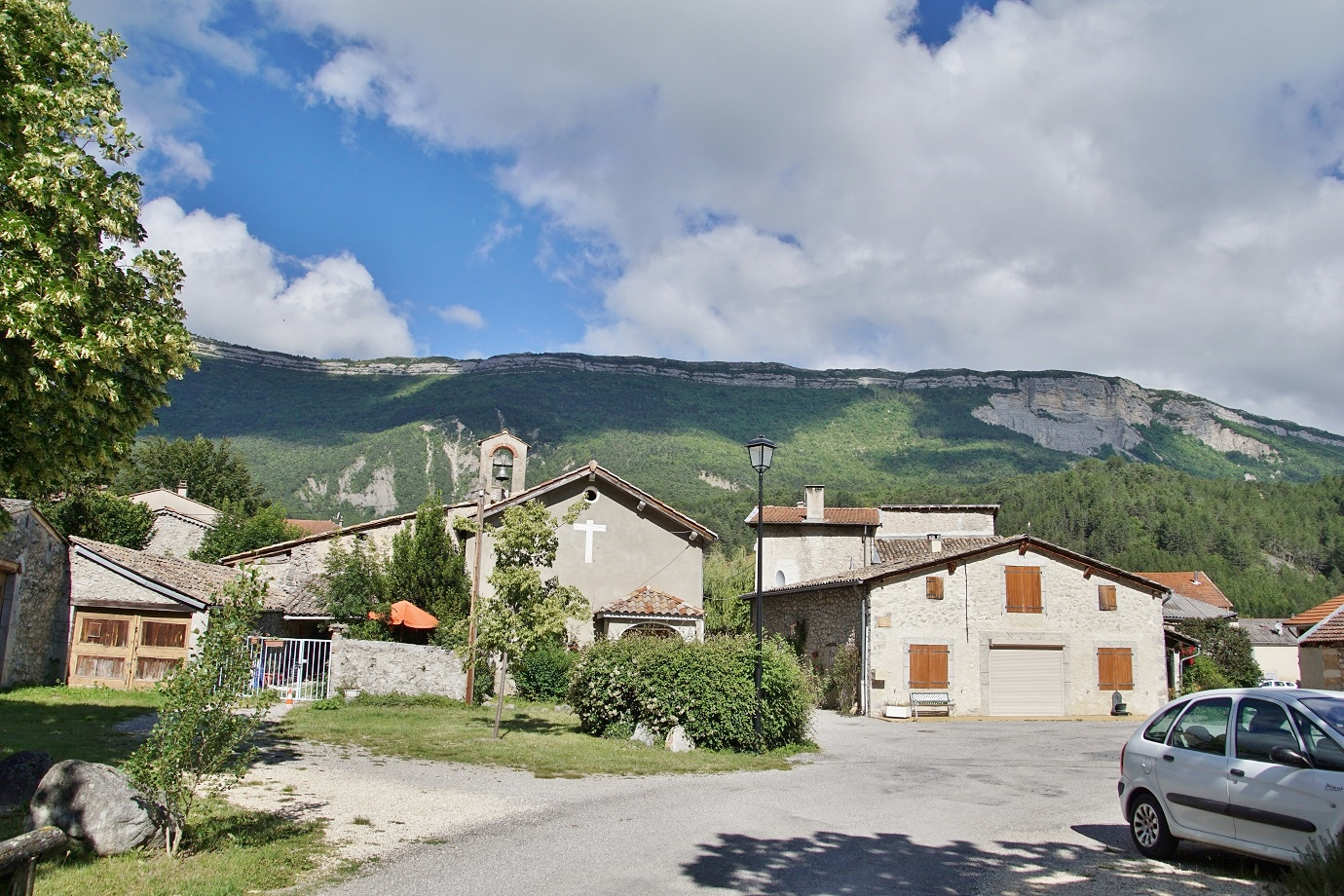
Poyols (2020)

Poyols ist eine Gemeinde im französischen Département Drôme in der Region Auvergne-Rhône-Alpes. Sie gehört zum Arrondissement Die und zum Kanton Le Diois. Sie grenzt im Norden an Montlaur-en-Diois, im Osten an Luc-en-Diois, im Südosten an Beaumont-en-Diois, im Süden an Jonchères und im Westen an Aucelon.

## Bevölkerungsentwicklung
| Jahr                       | 1962 | 1968 | 1975 | 1982 | 1990 | 1999 | 2008 | 2016 |
| -------------------------- | ---- | ---- | ---- | ---- | ---- | ---- | ---- | ---- |
| Einwohner                  | 83   | 60   | 52   | 57   | 57   | 65   | 79   | 69   |
| Quellen: Cassini und INSEE |      |      |      |      |      |      |      |      |

## Wirtschaft
Die Reben in der Gemeinde Poyols sind Teil des Weinbaugebietes Châtillon-en-Diois.